# Akbesia
Akbesia is een geslacht van vlinders uit de onderfamilie Smerinthinae van de familie pijlstaarten (Sphingidae).

## Soorten
- Akbesia davidi (Oberthur, 1884)